# کوک‌سو (رود)
کوک‌سو (به قزاقی: Koksu) یک رود در قزاقستان است که در استان آلماتی واقع شده‌است.